# Maison de la monnaie (Colombie)
Pour les articles homonymes, voir Maison de la monnaie.

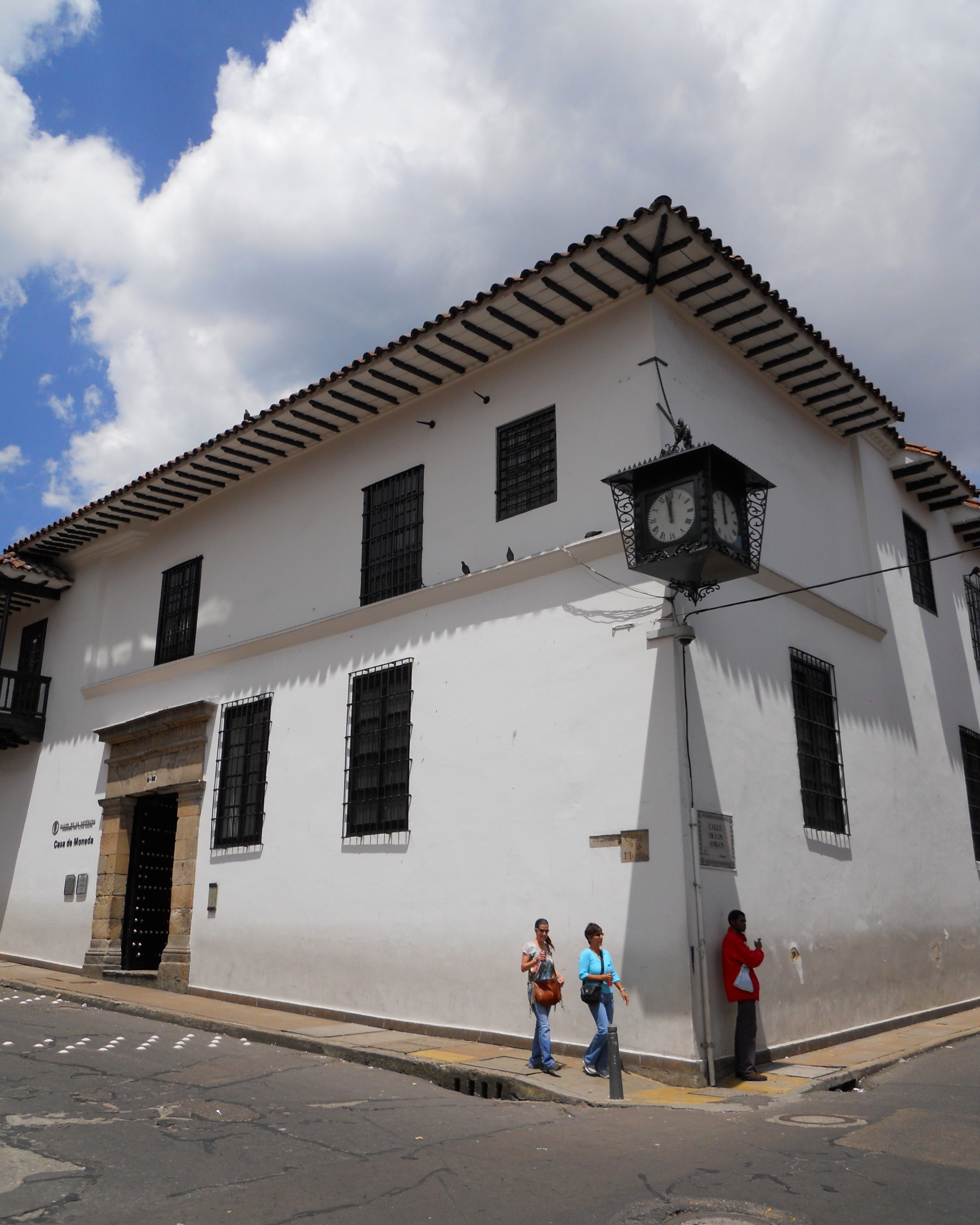

La maison de la monnaie (en espagnol : Casa de Moneda de Colombia) est un ancien bâtiment de fabrique de monnaie devenu aujourd'hui un musée. Il a été fondé en 1621 et se trouve à Bogota, la capitale de la Colombie.